# Fernando Guibert
Fernando Guibert (1912-1983) fue un poeta argentino.
Nacido en Buenos Aires el 19 de mayo de 1912, Fernando Guibert se dedicó primero a la pintura. En 1943 se gradúa de abogado en la Facultad de Derecho de Buenos Aires. Inclinado hacia la poesía, escribe Poeta Presente (1948) y Poeta al pie de Buenos Aires (1953), pilares de la literatura latinoamericana contemporánea. 
Su libro Poeta al pie de Buenos Aires inspira el espectáculo coreográfico de Ana Itelman Esta Ciudad de Buenos Aires que se estrena en el Teatro Nacional Cervantes en 1955 y luego se traslada al Teatro Astral. Una nueva versión de dicho ballet se estrena en el Teatro Municipal General San Martín en 1968, posteriormente llevado por toda Europa por Oscar Aráiz. Fernando Guibert fue asesor letrado de la Sociedad Argentina de Escritores en 1945 y 1946. A partir de 1950 realiza ciclos de conferencias sobre la literatura y las ideas tanto en Buenos Aires como Nueva York, Washington, Bogotá, Madrid, Lisboa, etc. El compadrito y su alma, ensayo, aparece en 1939. En 1958, sale Cosmos Buenos Aires ilustrado con doce aguafuertes originales de Rodolfo Castagna, y figura entre los libros argentinos que el presidente Frondizi lleva a los Estados Unidos en su visita en 1959. En 1962, publica Tango, sobre el que Eduardo Rovira compone una suite de ballet para ocho instrumentos grabada en 1963. Elabora su último poema, Ahora vamos a lo largo de muchos años. Es una visión poética del universo en retrospectiva y tendida hacia el futuro, en el que el autor contempla nuestra posible destrucción. El poeta fallece en 1983 a los pocos meses de la publicación de Ahora vamos.